# DOT (мова)
DOT — це текстова мова опису графів. Вона достатньо проста як для людей, так і для комп'ютерів. Графи DOT це зазвичай Файли з розширенням .gv (чи .dot).
DOT-файли можуть оброблятись різними програмами. Такі як dot, neato, twopi, circo, fdp, та sfdp, прочитають DOT файл і відтворять його в графічній формі. Інші, як наприклад gvpr, gc, accyclic, ccomps, sccmap, та tred, після читання графу будуть виконувати над ним різні обчислення. А такі програми як GVedit, lefty, dotty, та grappa, надають інтерактивний інтерфейс. Більшість програм є частиною пакету Graphviz.

## Синтаксис

### Типи графів

#### Ненаправлені

Ненаправлений граф

Ключове слово graph використовують для створення нового графу, і його елементи описуються всередині фігурних дужок. Подвійний дефіс використовують щоб показати відношення між вершинами.
```
 

 
graph
 
graphname
 
{

     
a
 
--
 
b
 
--
 
c
;

     
b
 
--
 
d
;

 
}

```

#### Направлені графи

Направлений граф

Подібно до ненаправлених графів, мова DOT може описувати направлені, такі як блок-схеми та дерева залежностей. Синтакс такий самий, тільки на початку використовується ключове слово digraph (англ. directed graph), і зв'язки між вершинами позначаються стрілочками (->).
```
 
digraph
 
graphname
 
{

     
a
 
->
 
b
 
->
 
c
;

     
b
 
->
 
d
;

 
}

```

### Атрибути

Граф з атрибутами

Вершинам та ребрам можна присвоювати певні атрибути, які будуть змінювати вигляд графу, такі як колір, форма, чи стиль ліній. В квадратні дужки перед крапкою з комою ([]) поміщається одна, чи більше пар ім'я-значення, розділених комою. Щоб призначити атрибути для вершин, їх розміщують в рядку що містить тільки ім'я вершини, без відношень.
```
 
graph
 
graphname
 
{

     
// Атрибут label можна використовувати щоб змінювати підпис вершини

     
a
 
[
label
=
"Foo"
];

     
// тут змінюємо форму вершини

     
b
 
[
shape
=
box
];

     
// А тут змінюємо вигляд ребер.

     
a
 
--
 
b
 
--
 
c
 
[
color
=
blue
];

     
b
 
--
 
d
 
[
style
=
dotted
];

 
}

```

## Програми малювання
Мова DOT описує граф, але не надає можливостей для його відображення. Існує кілька програм, що можуть використовуватись для перегляду та маніпулювання графами в мові DOT:
- Graphviz — колекція програм для обробки графів в мові DOT
- Grappa — Java редактор та переглядач графів, що базується на Graphviz
- Beluging — Переглядач графів що базується на Python та Google Cloud.
- Tulip [Архівовано 13 квітня 2009 у Wayback Machine.] може імпортувати файли dot для аналізу.
- OmniGraffle може імпортувати підмножину DOT, та створює документ який можна редагувати. (Результат можна знову зберегти в DOT)
- ZGRViewer, переглядач GraphViz/DOT (Посилання [Архівовано 12 червня 2018 у Wayback Machine.])
- VizierFX, бібліотека рендерингу графів для Flex. Посилання.

## Обмеження

Зображення що намальоване неакуратно

Після деяких переміщень вершин, та зміни розміру шрифту зображення виглядає правильніше.

Хоча можливо явно задавати розміщення графу з DOT, але не всі інструменти що використовують мову DOT звертають увагу на атрибути позиції. Тому, іноді автоматичне розміщення графу відбувається не так як би того хотілось і доводиться доробляти все вручну.
Наприклад:
```
digraph
 
g
 
{

	
node
 
[
shape
=
plaintext
]

	
A1
 
->
 
B1

	
A2
 
->
 
B2

	
A3
 
->
 
B3

	

	
A1
 
->
 
A2
 
[
label
=
f
]

	
A2
 
->
 
A3
 
[
label
=
g
]

	
B2
 
->
 
B3
 
[
label
=
"g'"
]

	
B1
 
->
 
B3
 
[
label
=
"(g o f)'"
 
tailport
=
s
 
headport
=
s
]

	
{
 
rank
=
same
;
 
A1
 
A2
 
A3
 
}

	
{
 
rank
=
same
;
 
B1
 
B2
 
B3
 
}
 

}

```

Зображення вище трохи скошене, і мітка «(g o f)'» розташована не там де потрібно.
Це можна виправити за допомогою Inkscape чи іншого SVG редактора. В деяких випадках, це також можна виправити використовуючи атрибут pos для явного задання позиції.

## Інші формати зберігання графів
- Trivial Graph Format, простий текстовий формат
- GML[en] інший широко розповсюджений формат — GML [Архівовано 28 листопада 2009 у Wayback Machine.]
- GraphML, формат зберігання графів на базі XML — GraphML [Архівовано 13 грудня 2009 у Wayback Machine.]
- GXL, ще один XML формат — GXL [Архівовано 5 січня 2010 у Wayback Machine.]
- XGMML XML формат дуже схожий на GML — XGMML
- DGML, Directed Graph Markup Language від Microsoft
- Mermaid — проста мова для створення графіків та діаграм[3]